# Симс, Джефф
 Джефф Симс (англ. Jeff Sims}; 19 февраля 1954, Бил Глэйд,  — 11 января 1993,Майами-Бич,) — американский боксёр-профессионал, выступавший в тяжёлой весовой категории. Чемпион штата Флорида в тяжёлом весе (1980).

## Биография
Джефф Симс родился в Бил Глэйд, штат Флорида. Жил в нищите в сельской местности. В молодости он был постоянно не в ладах с законом. В возрасте 21 года был арестован и приговорен к тюремному заключению за непредумышленное убийство. После семи лет в тюрьме он был освобожден и в  стал профессионалом на Майами-Бич.

## Любительская карьера
Во время пребывания в тюрьме Симс заинтересовался боксом. Симс обладал мощным ударом. Его боксёрский отчет в тюрьме составил 21 бой, 21 победа, 21 в первом раунде.

## Профессиональная карьера
Дебютировал в марте 1979 года в бою с Грегом Хендерсоном, которого победил техническим нокаутом во 2 раунде.Он выиграл первые девять поединков нокаутом,
В январе 1980 года в бою за вакантный титул чемпиона штата Флорида в тяжелом весе встретился с Томом Пратером. Симс дважды отправлял Пратера в нокдаун во 2 и 6 раунде и победил техническим нокаутом в 6 раунде.
В апреле 1980 года встретился с Ларри Александром. Александр победил техническим нокаутом в 6 раунде.
В августе 1980 года встретился с Ларри Фрейзером. Бой закончился в 1 раунде и был признан несостоявшимся. После этого боя  Симс выиграл 3 боя нокаутом.

### 1981-1990
В июле 1981 года встретился с  Джимми Янгом. Янг победил раздельным решением судей.
В декабре 1981 года в андеркарте боя  Мохаммед Али- Тревор Бербик встретился с  Эрни Шейверсом. Шейверс сразу пошёл вперёд, но в конце 1 раунда Симс отправил Шейверса в нокдаун. Шейверс с трудом поднялся.Симс кинулся его добивать. Шейверс ушёл вв глухую защиту, пытался клинчевать, почти не отвечал на атаки соперника, но сумел устоять до конца раунда. Однако после сильного начала Симс вскоре выдохся и Шейверс победил нокаутом в 5 раунде. После этого боя Симс выиграл 10 боёв, 8 из которых нокаутом.
В марте 1982 года победил единогласным решением судей  Мелвина Эппса.
В мае 1982 года победил техническим нокаутом в 8 раунде Флойда Каммингса.
В феврале 1983 года победил нокаутом в 3 раунде Майкла Грира.
В сентябре 1984 года победил техническим нокаутом во 2 раунде Конроя Нельсона.
В марте 1985 года победил нокаутом в 6 раунде Дэнни Саттона.
В марте 1986 года встретился с Тайреллом Биггсом. Во 2 раунде Симс одним ударом сломал плечо сопернику,но  в итоге проиграл единогласным решением судей.
В июле 1989 года встретился с Хосе Рибальтой. В 6 раунде Симс отправил Рибальту в нокдаун, но в итоге проиграл близким единогласным решением судей.

### 1990-1991
Жесткие бои, и жесткий Стиль жизни скоро отразился на Джеффе Симсе. Замедлились его рефлексы и скорость, и к концу своей карьеры он потерпел подряд 4 поражения нокаутом.
В январе 1990 года встретился с Тимом Уизерспумом. После 5 раунда Симс отказался от продолжения.
В июле 1990 года встретился с  Тревором Бербиком. Бербик победил техническим нокаутом в 6 раунде.
В апреле 1991 года встретился с Филом Джексоном. Джексон победил техническим нокаутом в 4 раунде.
В сентябре 1991 года встретился с  Джеймсом Смитом. Смит победил нокаутом в 1 раунде. После этого боя Симс ушёл из бокса.

## Смерть
В декабре 1993 года в  Либерти-Сити, штат Флорида, напротив рынка Графа, когда он стал участвовать в споре с другим  клиентом рынка Симс был застрелен выстрелом в грудь.